# Santheuvel
De Santheuvel is een onderdeel van de rondweg van Mierlo in de Nederlandse provincie Noord-Brabant. De straat is de ontsluitingsweg van de wijken Kerkakkers, Neerakkers, Loeswijck en De Loo. Daarmee ontsluit de weg het grootste deel van Mierlo en kan dus als een van de belangrijkste wegen gezien worden.
De weg is 2,9 kilometer lang en bestaat uit twee delen. Het deel tussen de rotonde met de Bekelaar, Brugstraat en Marktstraat enerzijds en de kruising met de Heer de Heuschweg en de Heer van Scherpenzeelweg anderzijds heet de Santheuvel Oost. Het andere deel van deze kruising tot de rotonde met de Geldropseweg heet de Santheuvel West.

## Geschiedenis
Het eerste deel van de Santheuvel was het stuk tussen de Heer Dickbierweg en de Torenweg. Dit deel is rond 1970 aangelegd als ontsluiting van de wijk Kerkakkers I. De Santheuvel liep toen nog via de Torenweg langs de televisietoren naar de Geldropseweg. De aansluiting op de Geldropseweg bestaat tegenwoordig niet meer.
In de jaren zeventig werd de wijk Kerkakkers II aangelegd. Tussen de Haakakker en de rest van de wijk kwam een nieuwe ontsluitingsweg te liggen die aansloot op het eerste deel van de Santheuvel en de Geldropseweg. Zo ontstond er een nieuwe verbinding met de Geldropseweg die niet via de Torenweg ging. Op het nieuwe kruispunt kwamen de eerste verkeerslichten van Mierlo te staan.
Deze eerste twee delen waren onderdeel van de Santheuvel West, maar ook aan de Santheuvel Oost werd gebouwd. Aan de rand van de nieuwe wijk Neerakkers I werd de weg aangelegd tussen de Vesperstraat en de toenmalige Heer van Scherpenzeel-Heuschweg. 
De Santheuvel West werd in de jaren tachtig aangelegd tussen Heer van Scherpenzeel-Heuschweg en de Heer Dickbierweg. Het laatste deel tussen de Marktstraat en de Vesperstraat voltooide de weg. Hiervoor werden twee huizen in de Marktstraat gesloopt en een rotonde aangelegd op de kruising. 
In het begin van 2011 werd de kruising met de Geldropseweg vervangen door een rotonde met een bypass tussen Geldrop en de Santheuvel West. Sindsdien staan er geen verkeerslichten meer in Mierlo. Halverwege 2011 zijn twee delen van de Santheuvel Oost heringericht. 

## Openbaar vervoer
Buslijn 24 van concessiegebied Zuidoost-Brabant, geëxploiteerd door Hermes, loopt over een gedeelte van de Santheuvel. Deze lijn loopt vanaf station Eindhoven Centraal via Geldrop en Mierlo naar station Helmond. De volgende haltes liggen aan de Santheuvel:
- Marktstraat
- Vesperstraat
- Hertshooi
- Santheuvel
- Haakakker

## Kruisingen
De straatnamen staan cursief geschreven.
| Linksaf                                   |  | Rechtsaf                                      | Opmerkingen                                                  |
| ----------------------------------------- |  | --------------------------------------------- | ------------------------------------------------------------ |
| Marktstraat, Centrum                      |  | Bekelaar, Lierop                              | Rechtdoor: Brugstraat richting Helmond en Geldrop            |
| Den Joris                                 |  |                                               | eenrichtingsweg heen                                         |
| Den Joris                                 |  |                                               | eenrichtingsweg terug                                        |
| Kapelweg                                  |  | Sperweruil, Loeswijck                         | toegang Sperweruil alleen voor fietsers                      |
|                                           |  | Ransuil, Loeswijck                            |                                                              |
| Neerakker                                 |  | Loeswijk, Loeswijk                            | toegang Neerakker alleen voor fietsers                       |
| Vesperstraat, Centrum                     |  | Meester van Busselstraat, Neerakkers II       |                                                              |
| Dokter Kerssemakersstraat, Neerakkers I   |  | Meester van Busselstraat, Neerakkers II       |                                                              |
|                                           |  | Burgemeester van Lokvenstraat, Neerakkers II  |                                                              |
| Burgemeester van Kuikstraat, Neerakkers I |  |                                               |                                                              |
|                                           |  | Burgemeester van Lokvenstraat, Neerakkers II  |                                                              |
| Heer van Scherpenzeelweg, Centrum, Kerk   |  | Heer de Heuschweg, Lierop, Strabrechtse Heide |                                                              |
|                                           |  | De Loo, De Loo                                |                                                              |
|                                           |  | De Loo, De Loo                                |                                                              |
| Heer Dickbierweg, Kerkakkers I            |  |                                               |                                                              |
| Jutland, Kerkakkers I                     |  | Wolfsberg, Molenheide                         | Wolfsberg is een zandweg                                     |
| Kanunnik Daemenstraat, Kerkakkers I, Kerk |  | Boslaan                                       |                                                              |
| Kerkakkers, Centrum                       |  | Torenweg, Molenheide                          |                                                              |
|                                           |  | Haakakker, Kerkakkers II                      |                                                              |
| Wersakker, Kerkakkers II                  |  |                                               |                                                              |
|                                           |  | Haakakker, Kerkakkers II                      |                                                              |
| Burgemeester Verheugtstraat, Centrum      |  |                                               |                                                              |
| Geldropseweg, Helmond                     |  | Geldropseweg, Geldrop                         | Rechtdoor: Ventweg Geldropseweg richting Heidepark en Luchen |